# 穆罕默德·薩格爾
穆罕默德·賈西姆·薩格爾（阿拉伯语：‎，1951年6月18日—） 是一位屢獲殊榮的記者、前科威特國民議會議員以及前阿拉伯各国议会联盟主席。

## 早期生涯
於1975年，薩格爾在加州惠蒂爾學院獲得了學士學位。之後，他在科威特工業銀行工作了五年，並成為了該銀行的財務經理。於1980年，他辭去了其財務經理的職業，並成為了海岸投資發展有限公司的主席兼董事總經理。

## 記者生涯
於1983年，薩格爾開始了其記者生涯，並於其創立的報紙《火把》（Al-Qabas）中擔任總編輯一職。之後，他一直從事記者行業，直到他於1999年參選議會選舉。於1992年，他因「面對政府審查和起訴的危險，仍勇於報導關於政治和人權問題的新聞」而獲保護記者委員會頒發国际新闻自由奖。
於1998年，因《火把》上的“娛樂”一頁印有一篇名為「為什麼真主把阿丹和哈娃從天堂驅逐？因為他們沒有支付租金」的文章，所以薩格爾與同事易卜拉欣·瑪佐克被以“侮辱神的本質”罪名判處入獄6個月，而《火把》亦因此停刊一周。保護記者委員會為此抗議並上訴，但上訴法院最終駁回要求。

## 政治生涯
薩格爾於1999年至2009年期間成為了科威特國民議會的議員。雖然政黨在科威特中是非法的，但薩格爾仍然加入了科威特全國民主聯盟黨。於2006年，薩格爾與穆薩拉姆·伯拉格反對重新委任穆罕默德·沙努斯為新聞部長，並指出沙努斯新聞自由壓制。沙努斯於2006年12月17日正式上任為新聞部長。但是，在一天後，沙努斯被議會強迫下台。而薩格爾亦稱沙努斯的下台為「憲法、民主和自由的勝利」。
從2005年到2009年期間，薩格爾成為了阿拉伯各国议会联盟主席，並與沙特阿拉伯國王阿卜杜拉和埃及總統穆巴拉克合作，以協助和解哈馬斯和法塔赫。薩格爾亦是美国对外关系委员会總秘書處的成員。
於2009年5月，薩格爾聯合幾個科威特國會議員參加科威特國民議會重選。薩格爾指出，他相信下屆議會「仍然未能實現期待已久的改革」。